# Irish Independent
«Айриш индепендент» (англ. Irish Independent) — ирландская ежедневная газета, издаваемая с 1905 года.
Издаётся с 1905 года, прямая наследница «Daily Irish Independent». На протяжении XX века неоднократно меняла политическую ориентацию: от пробританской во время войны за независимость до националистической в Ирландском Свободном государстве, поддержка Фине Гэл на протяжении 20-х—90-х годов, в настоящее время занимает позицию центристской Фианны Файл. Принадлежит корпорации «Independent News and Media», практически монополизировавшей газетный рынок в стране (67 % ежедневных газет и 58 % еженедельных).